# Mladá Boleslav
Mladá Boleslav (pronunție în cehă [ˈmladaː ˈbolɛslaf]; în germană Jungbunzlau) este un oraș din regiunea Boemiei Centrale din Cehia. Are aproximativ 42.000 de locuitori. Se află pe malul stâng al râului Jizera, la aproximativ 50 de kilometri (31 de mile) nord-est de Praga.
Mladá Boleslav este al doilea cel mai populat oraș din regiune și un centru major al industriei auto cehe (Škoda Auto) și, prin urmare, al industriei cehe în ansamblu. Centrul istoric al orașului este bine conservat și este protejat prin lege ca zonă monument urban.

## Personalități născute aici
- Adina Mandlová (1910 - 1991), actriță;
- Eva Bosáková (1931 - 1991), gimnastă;
- Jan Železný (n. 1966), atlet;
- Jiří Lehečka (n. 2001), tenismen.